# Oasis urbain du Tibre
L'Oasis Urbain du Tibre est une zone naturelle protégée établie en 1997, située à Rome, dans le quartier Flaminio, près du Lungotevere delle Navi.
Il occupe une superficie de 50 ha.
Il a été créé en 1972, et depuis 1989, est géré par le WWF.

## Quelques vues

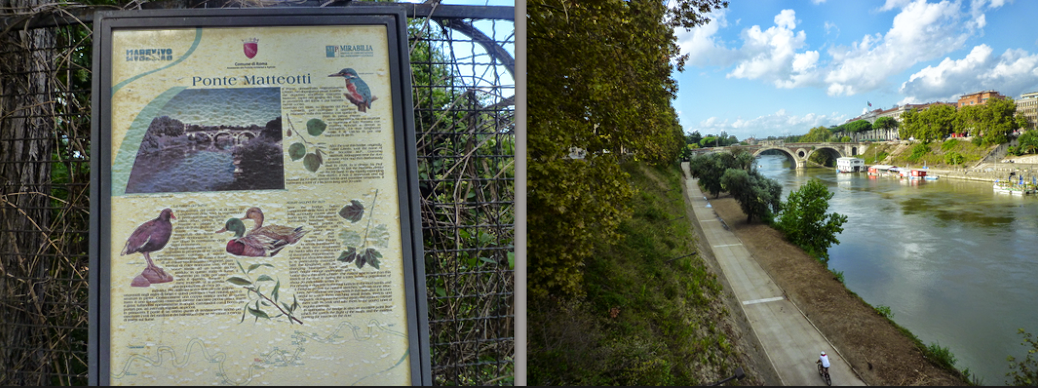
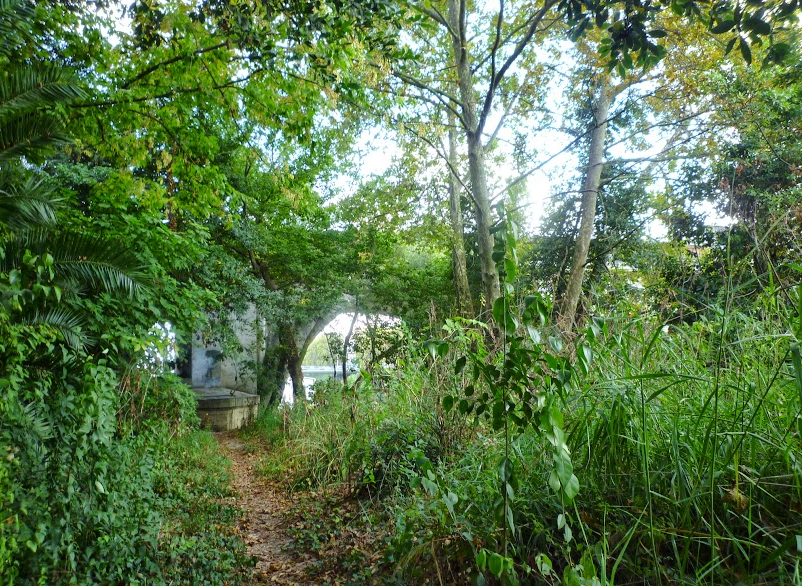
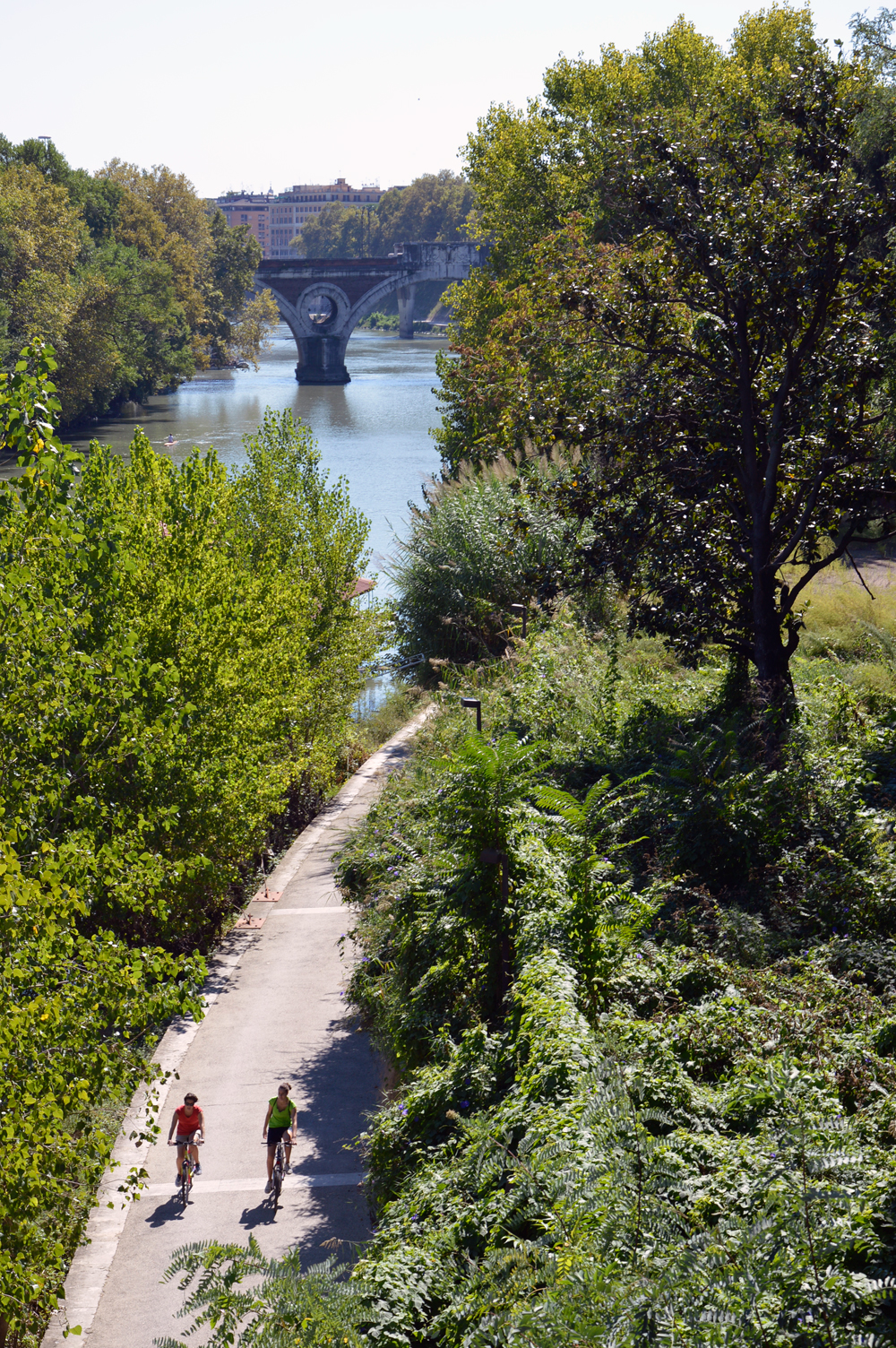
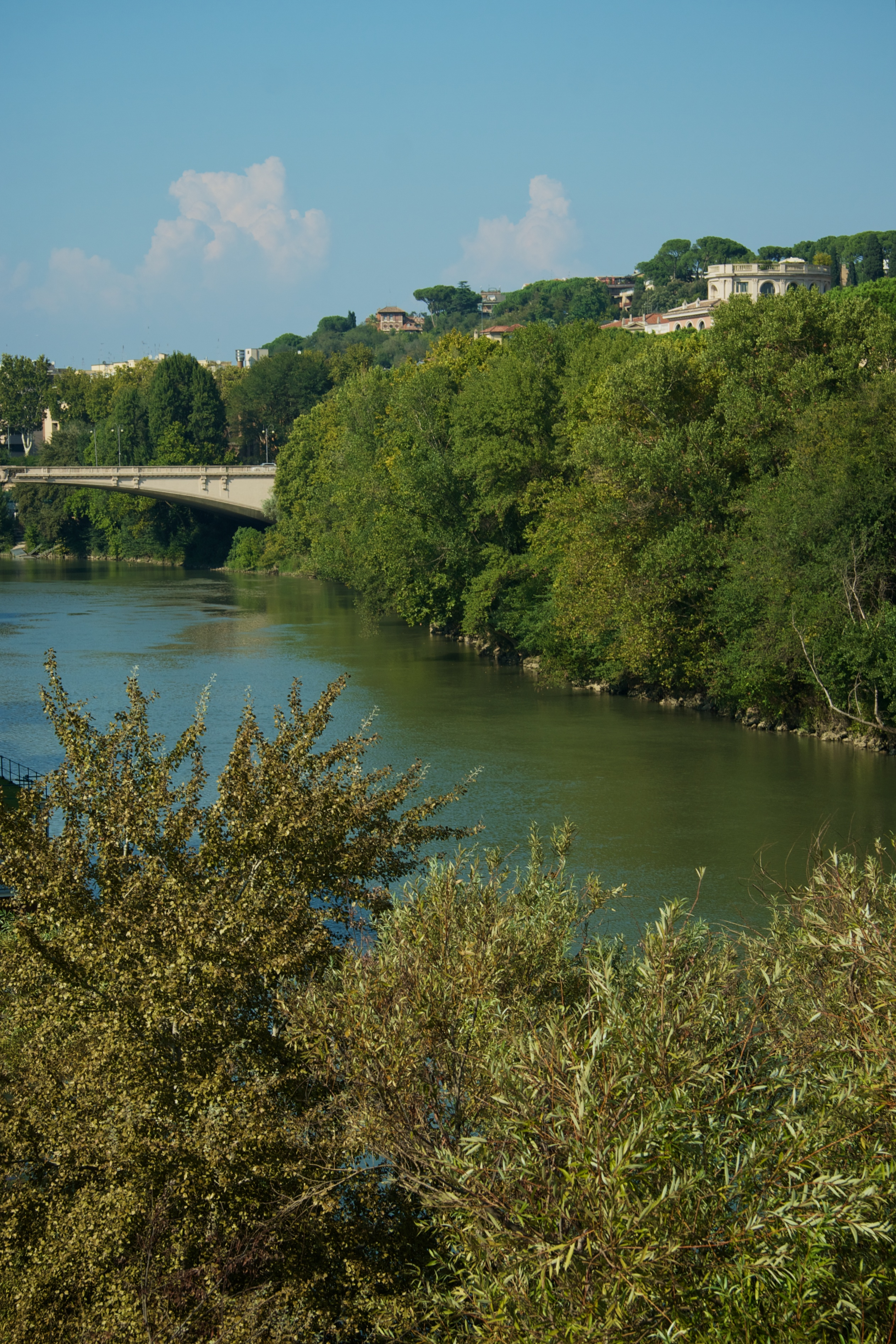
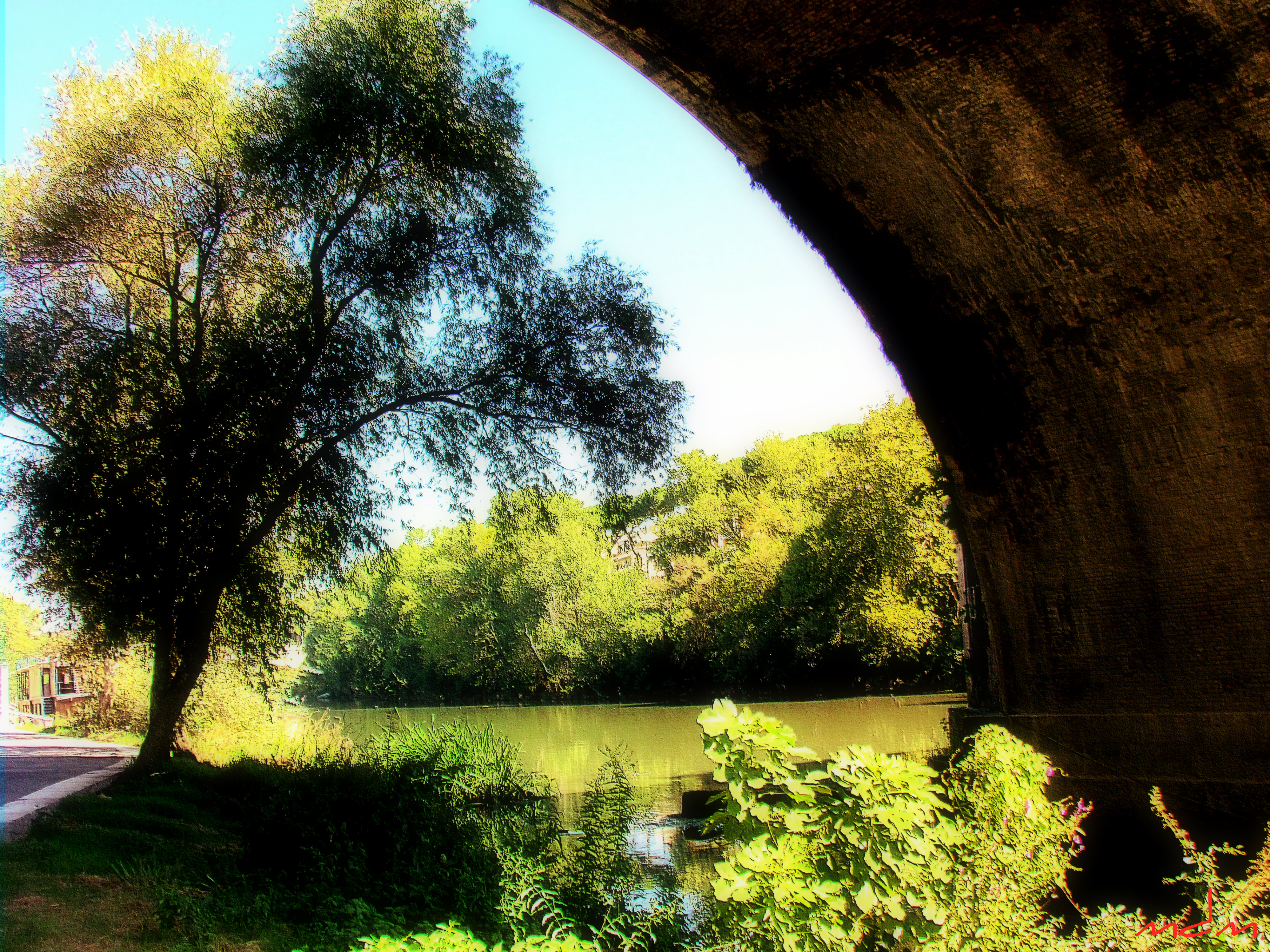